# Adidjatou Mathys
Pour les articles homonymes, voir Mathys.
Adidjatou Mathys, née en 1956,, est une économiste et femme politique béninoise. 

## Biographie

### Carrière politique
Originaire de Porto-Novo, Adidjatou Mathys intègre en 1982 l'administration publique béninoise et occupe notamment les postes de receveur des finances de l'Ouémé, de directrice générale du trésor et de la comptabilité publique du Bénin puis de directrice de cabinet du ministre de l'économie et des finances, avant d'elle-même occuper ce poste à compter de 2011, sous la présidence de Thomas Yayi Boni. Elle est la première femme à être titulaire de ce ministère depuis sa création.
Elle devient ensuite ministre du travail et de la fonction publique en avril 2016.

## Distinctions
- Chevalier de l'ordre du Mérite du Bénin (2000)[6].
- Officier de l'ordre du Mérite du Bénin (2010)[7].